# Stockelsdorf
Stockelsdorf er en kommune i det nordlige Tyskland, beliggende under Kreis Østholsten i delstaten Slesvig-Holsten.

## Geografi
Stockelsdorf ligger lige nord for bygrænsen til Lübeck. Til kommunen hører ud over Stockelsdorf, landsbyerne Arfrade, Curau, Dissau, Eckhorst, Horsdorf, Klein Parin, Krumbeck, Malkendorf, Obernwohlde og Pohnsdorf.
Stockelsdorf ligger ved Landesstraße 332 (tidligere Bundesstraße 206). Fra 1916 til 1967 var der i Stockelsdorf station på jernbanen fra Lübeck til Bad Segeberg.

## Freden i Stockelsdorf
Da i foråret 1534 grevens fejde brød ud, angreb Lübeck holstensk område. Hertug Christian indtog Travemünde og stoppede al Lübecks handel søværts. Det var en alvorlig sag for handelsbyen. Den 18. november 1534 undertegnedes i Stockelsdorf freden i Holsten mellem Danmark og Lübeck. Besættelsen af Travemünde og blokaden af Lübeck skulle ophøre og den af Lübeck i 1532 besatte by Trittau og slottet tilbageleveres.